# بوب همر
بوب همر (بالإنجليزية: Bob Hammer)‏ هو عازف جاز وعازف بيانو وملحن أمريكي، ولد في 3 مارس 1930 في إنديانابوليس في الولايات المتحدة.

## وصلات خارجية
- بوب همر على موقع ميوزك برينز (الإنجليزية)
- بوب همر على موقع أول ميوزيك (الإنجليزية)
- بوب همر على موقع ديسكوغز (الإنجليزية)